# Christian de Haan
Christian de Haan (Arnhem, 18 maart 1984) is een voormalig Nederlands profvoetballer die als doelman speelt. 

## Carrière
De Haan begon zijn carrière bij VV Eldenia, waar hij de gehele jeugdopleiding doorliep. In 2000 bereikte hij de eerste selectie. Hij bleef bij zijn jeugdclub tot 2005, toen Jonge Kracht om de hoek kwam kijken. In 2009 stapte hij over naar het uit de Hoofdklasse gedegradeerde VV De Bataven uit Gendt, waar hij al snel eerste keeper werd. Bij De Bataven beleefde hij in 2012 een hoogtepunt, toen hij kampioen werd in de Eerste Klasse. Na dit kampioenschap stapte hij over naar regerend zondag- en landskampioen Achilles '29.
Bij Achilles '29 werd hij reserve-keeper achter Barry Ditewig. De Haan keepte in zijn eerste seizoen één competitiewedstrijd, de uitwedstrijd tegen VVSB op 28 maart 2013, maar verdedigde wel in de vijf bekerwedstrijden in de Districtsbeker Oost het doel. Met Achilles won De Haan de Super Cup amateurs en de Topklasse Zondag, maar ging het landskampioenschap met 0-0 en 0-3 verloren van vv Katwijk. in deze wedstrijden keepte Ditewig.
In 2013 maakte Ditewig de overstap naar SV Spakenburg, waardoor De Haan eerste keus zou worden, maar in juli tekende Nick Hengelman een contract bij de gepromoveerde landskampioen. In de voorbereiding kregen beiden speelminuten, maar in de debuutwedstrijd van de Groesbekenaren in het betaald voetbal op 3 augustus 2013 bij FC Emmen kreeg Hengelman de voorkeur. De Haan speelde zijn eerste wedstrijd in de Eerste Divisie op 30 augustus 2013 tegen Helmond Sport. Hengelman werd namelijk na vier wedstrijden gepasseerd vanwege meerdere persoonlijke fouten. Een week later wist hij in Oss zijn doel schoon te houden en hiermee de eerste winst in de Jupiler League voor de Groesbekers binnen te halen (0-1). Twee maanden later kwam De Haan door een reeks mindere wedstrijden echter onder druk te staan en besloot Gesthuizen om Hengelman weer een kans te geven. De Haan keerde niet terug in het doel van Achilles en verruilde het avontuur in het betaald voetbal voor topamateur GVVV.

## Erelijst
VV De Bataven
- Eerste Klasse Zondag: 2012

 Achilles '29
- Topklasse Zondag: 2013
- Super Cup amateurs: 2012
- Gelders sportploeg van het jaar: 2012, 2013